# Districte de Kita (Kagawa)
El districte de Kita (木田郡, Kita-gun) és un districte localitzat al Sanuki Oriental (Tōsan) de la prefectura de Kagawa, a la regió i illa de Shikoku, Japó. El seu únic municipi és la vila de Miki.

## Geografia
El districte de Kita es troba localitzat a la regió de Sanuki Oriental o Tōsan. La part sud del districte es troba als contraforts de la serra de Sanuki, mentre que el nord del districte no arriba a fer costa amb la mar interior de Seto. El districte està format per només un únic municipi: la vila de Miki.

### Municipis
| |          |          |          |
| \| Municipi \| Població \| Extensió \| Densitat \| \| -------- \| -------- \| -------- \| -------- \| \| Miki \| 26.859 \| 75,78 \| 354 \| \| Total \| 26.859 \| 75,78 \| 354 \| |          |          |          |
| Municipi | Població | Extensió | Densitat |
| Miki | 26.859   | 75,78    | 354      |
| Total | 26.859   | 75,78    | 354      |

## Història
El districte de Kita es creà l'1 d'abril de 1899 sota la nova llei de municipis i com a fruit de la fusió dels antics districtes de Miki i Yamada de l'antiga província de Sanuki; de fet, el nom de l'actual districte, Kita, és un acrònim del segon kanji dels antics districtes: Miki i Yamada. La capital i seu del govern i l'assemblea del districte fou la vila de Hirai, actualment part de la vila de Miki.

### Antics municipis
La següent és una llista dels antics municipis del districte amb enllaç als seus actuals municipis:
- Mure (牟礼町) (1890-2006)
- Aji (庵治町) (1890-2006)
- Ido (井戸村) (1890-1956)
- Okushika (奧鹿村) (1890-1941)
- Yashima (屋島町) (1920-1940)
- Shimo-Takaoka (下高岡村) (1890-1954)
- Furu-Takamatsu (古高松村) (1890-1940)
- Sakanoue (坂ノ上村) (1890-1922)
- Mitani (三谷村) (1890-1956)
- Yamada (山田町) (1955-1966)
- Sogawa (十河村) (1890-1955)
- Kamiyama (神山村) (1941-1954)
- Nishi-Ueta (西植田村) (1890-1955)
- Kawazoe (川添村) (1890-1956)
- Kawashima (川島町) (1922-1955)
- Maeda (前田村) (1890-1956)
- Tanaka (田中村) (1890-1954)
- Higashi-Ueta (東植田村) (1890-1955)
- Hikami (氷上村) (1890-1954)
- Hirai (平井町) (1890-1954)
- Kita (木太村) (1890-1940)
- Hayashi (林村) (1890-1956)